# Timandra apicirosea
Timandra apicirosea là một loài bướm đêm trong họ Geometridae.